# Filippo Lanza
Filippo Lanza, né le 3 mars 1991 à Zevio en Italie, est un joueur italien de volley-ball. Il mesure 1,98 m et joue réceptionneur-attaquant. Il totalise 20 sélections en équipe d'Italie.

## Clubs
| Club            | De        | À   |
| --------------- | --------- | --- |
| Trentino Volley | 2011-2012 | ... |

## Palmarès
- Championnat d'Europe
  - Finaliste : 2013
- Championnat du monde des clubs (1)
  - Vainqueur : 2012
- Championnat d'Italie (1)
  - Vainqueur : 2013
  - Finaliste : 2012
- Coupe d'Italie (2)
  - Vainqueur : 2012, 2013
- Supercoupe d'Italie (2)
  - Vainqueur : 2011, 2013
  - Perdant : 2012